# Ardisia lamponga
Ardisia lamponga är en viveväxtart som beskrevs av Friedrich Anton Wilhelm Miquel. Ardisia lamponga ingår i släktet Ardisia och familjen viveväxter. Inga underarter finns listade i Catalogue of Life.